# فيفيانا غوزمان
فيفيانا غوزمان (بالإسبانية: Viviana Guzmán)‏ هي موسيقية وملحنة تشيلية، ولدت في 20 أغسطس 1964 في كونثبثيون في تشيلي.